# Prunus fasciculata
Prunus fasciculata, také známá jako pouštní mandle nebo pouštní broskev, je trnitý opadavý keř z rodu slivoň, původem z aridních oblastí Arizony, Kalifornie, Baja California, Nevady a Utahu.

## Popis

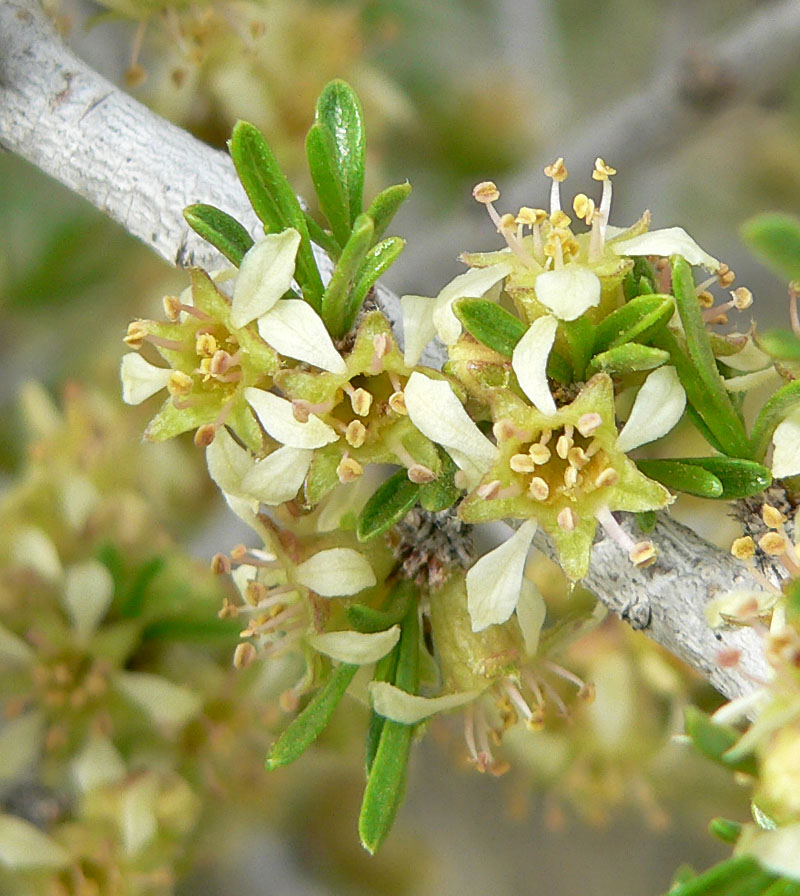
Samčí exemplář má květy s 10–15 tyčinkami, které jsou seskupeny s listy ve svazcích.

Tento hustě větvený trnitý keř dorůstá výšky 2 až 3 metry. Kůra je šedá a lysá. Listy jsou 5–20 mm dlouhé, úzké, obkopinaté, se širokou zploštělou špičkou a zúženou bází na krátkém řapíku, uspořádané ve svazcích. Květy vyrůstají z paždí listů, jsou téměř přisedlé, dosti drobné, s 3 mm dlouhými krémově bílými či žlutavými korunními lístky; vyskytují se buď solitérně nebo ve svazcích po několika. Jsou jednopohlavné vzhledem k tomu, že na každém jedinci zakrňují v květech buď tyčinky, nebo gyneceum, a rostliny jsou tedy funkčně dvoudomé, což je unikát v rámci celého rodu slivoní. Samčí květy mají 10–15 tyčinek; samičí jeden nebo více pestíků.
Rostlina kvete od března do května množstvím voňavých květů přitahujících včely, které ji opylují. Plody jsou asi 1–1,5 cm dlouhé, vejčité peckovice, se světle hnědou, hustě chlupatou pokožkou a tenkou suchou dužinou. Uvnitř je vejčitá zploštělá pecka.

## Ekologie a rozšíření
Upřednostňuje písčitou nebo kamenitou půdu na suchých svazích, na písečných a štěrkových lavicích, obvykle do nadmořské výšky 2100 m. Vyrůstá v pouštních křovinách, kalifornském chaparralu, v řídkých lesících borovic a jalovců nebo v biotopu Joshua Tree Woodlands s jukou krátkolistou. Varianta punctata je vázána na blízkost pobřeží, kde roste v křovinách a světlých dubových hájích.

## Použití
Rostlina není kulturně pěstována, pouze u některých domorodých Američanů byla v omezeném rozsahu tradičně používána. Cahuillové připravovali tyto divoké mandle jako pochoutku, Kawaiisuové používali houževnaté větvičky jako vrtačky při rozdělání ohně a jako přední část šípových hrotů. Semeno obsahuje příliš mnoho kyanidu, aby mohlo být jedlé, existují však určité archeologické důkazy o tom, že semena byla u starých národů mohavské pouště drcena na mouku a vyluhována, aby byla jedlá.

## Taxonomie
Rostlina byla poprvé klasifikována jako Emplectocladus fasciculata roku 1853 Johnem Torreyem na základě sbírky rostlin Kalifornie získaných během třetí expedice Johna C. Fremonta v roce 1845; Torrey stanovil rod Empectocladus, který zahrnoval několik pouštních keřů. Později byl tento rod ztotožněn s rodem Prunus jako jeden z jeho podrodů nebo sekcí. V současné době jsou rozlišovány dvě varietyː
- Prunus fasciculata var. fasciculata – vyskytuje se na většině areálu
- Prunus fasciculata var. punctata – pouze úzký pruh kolem pobřeží jižní Kalifornie, do 200 m n. m.[3]

## Galerie

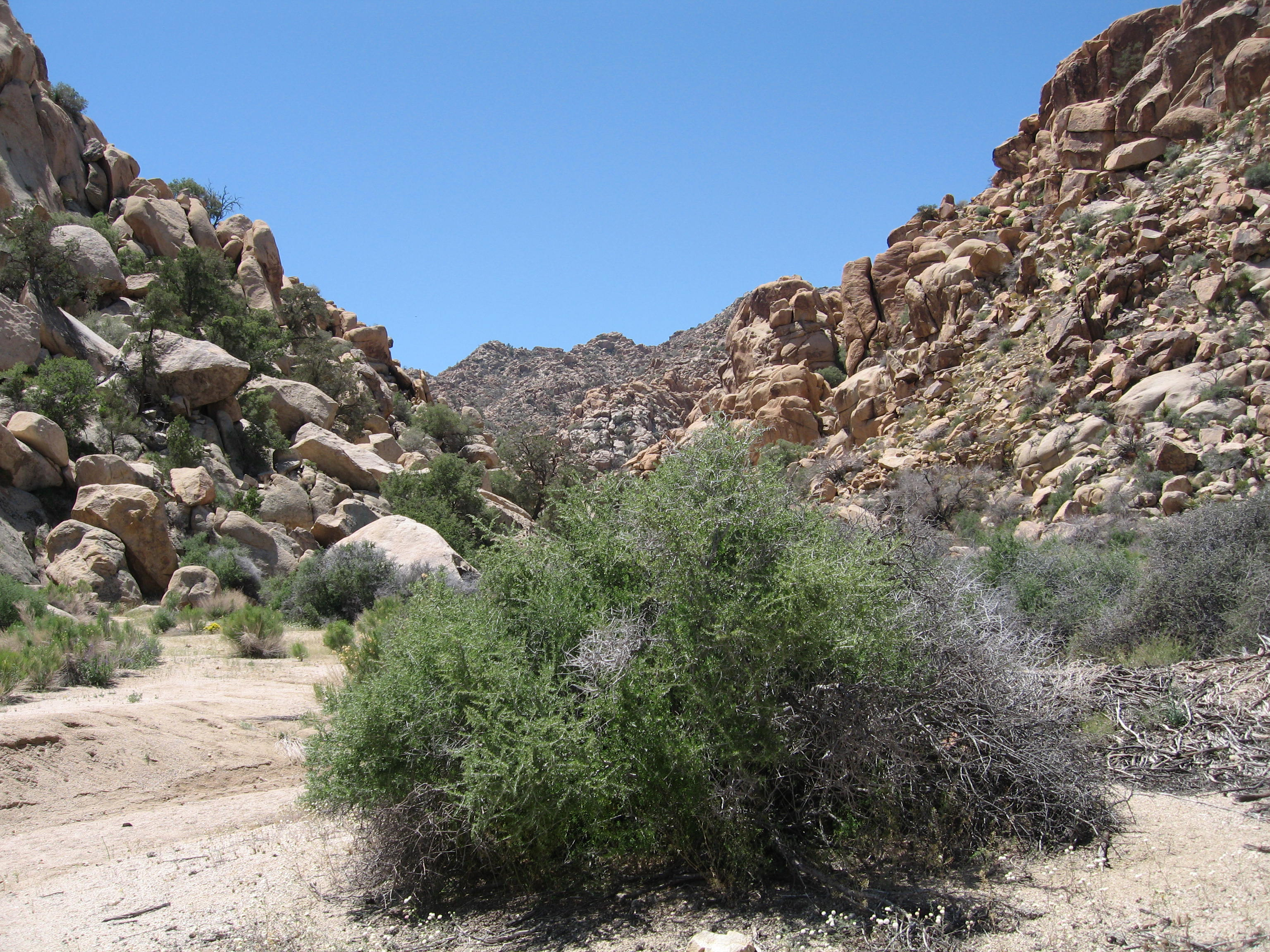
Habitus keře v jeho přirozeném prostředí
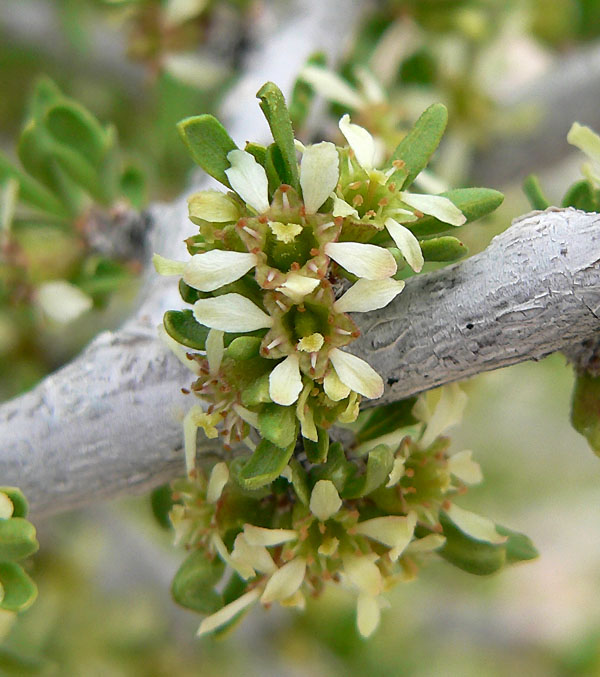
Funkčně samičí květy se zakrnělými tyčinkami
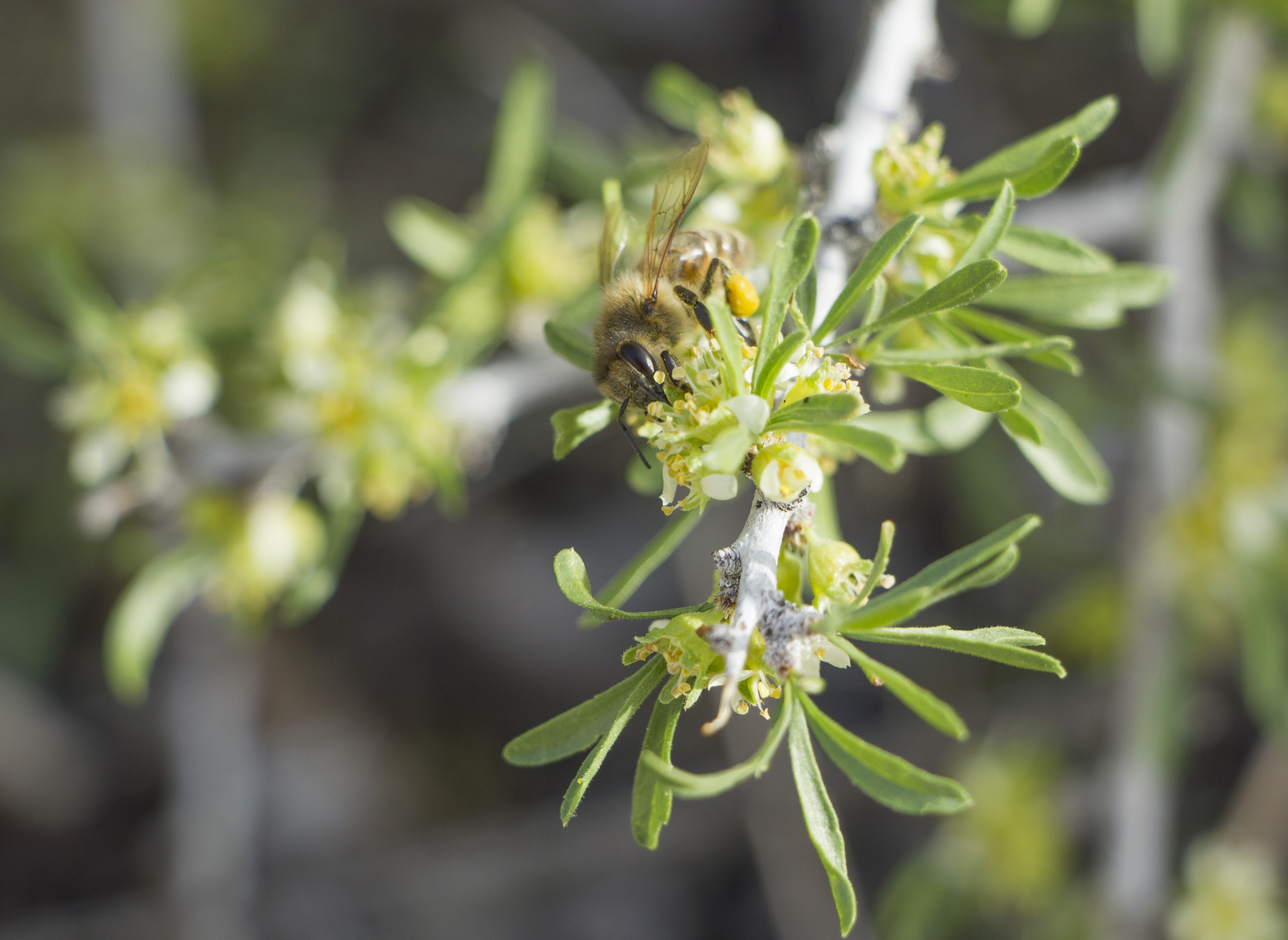
Opylovač na květech
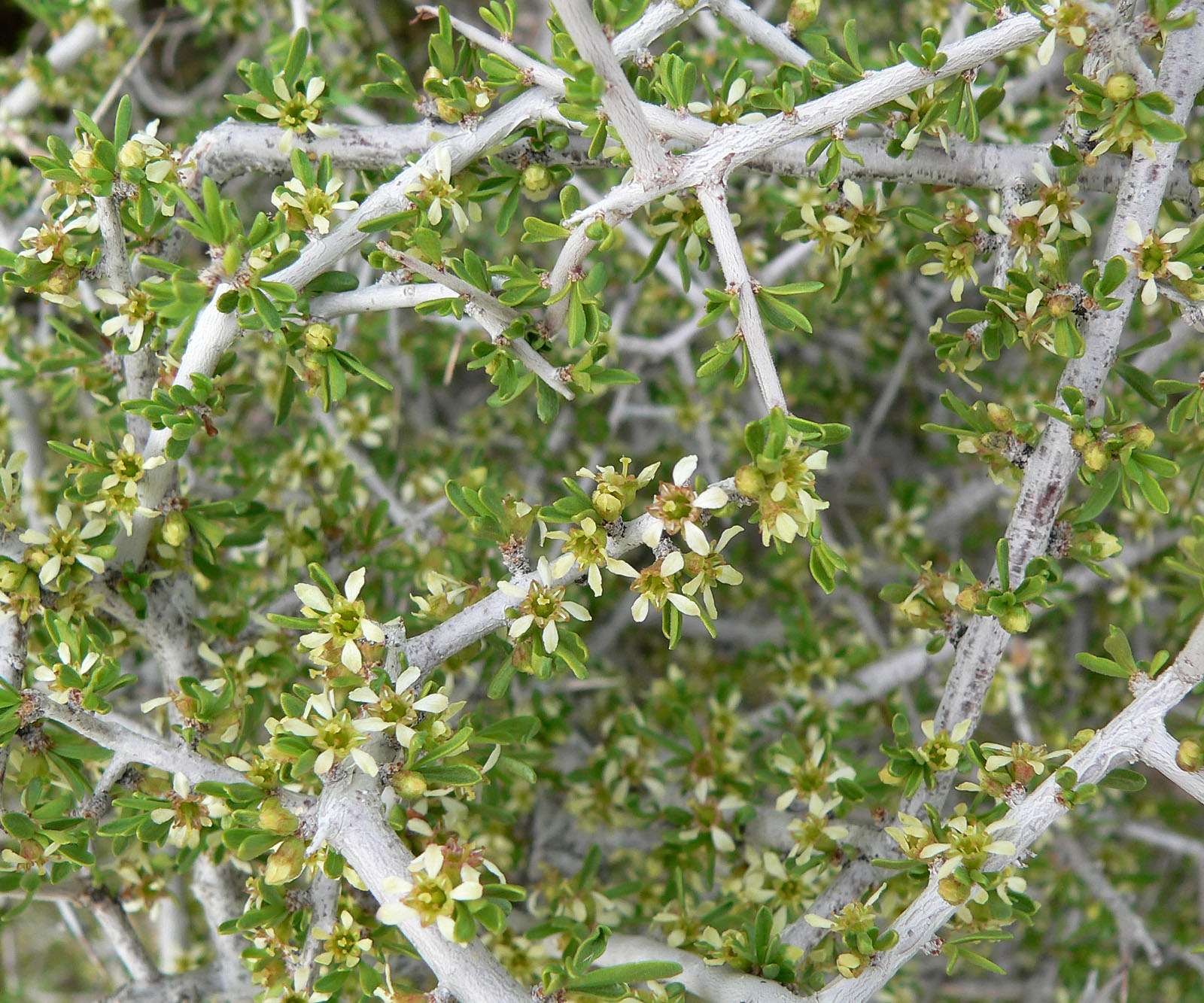
Změť trnitých větví v koruně keře